# Тарнув (станция)
Тарнув (пол. Tarnów) — пассажирская и грузовая железнодорожная станция в городе Тарнув, в Малопольском воеводстве Польши. Имеет 3 платформы и 6 путей. Относится по классификации к категории B, т.е. обслуживает от 1 до 2 миллионов пассажиров ежегодно.

Станция была построена на линии Галицкой железной дороги имени Карла Людвига (Краков — Тарнув — Жешув — Пшемысль — Львов — Красное — Тернополь — Подволочиск) в 1856 году, когда город Тарнув был в составе Королевства Галиции и Лодомерии.

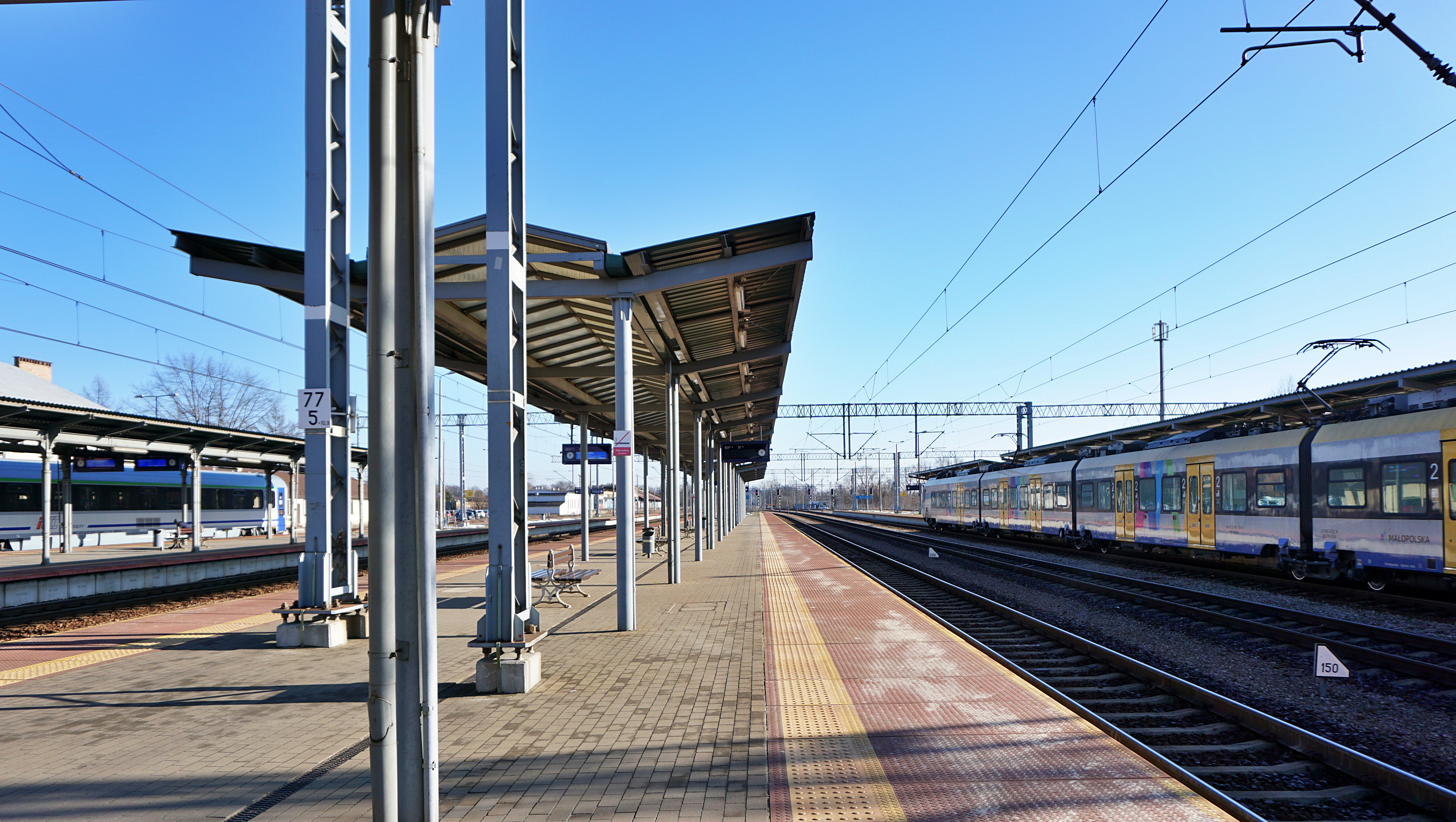
Платформа 2, направление Жешув
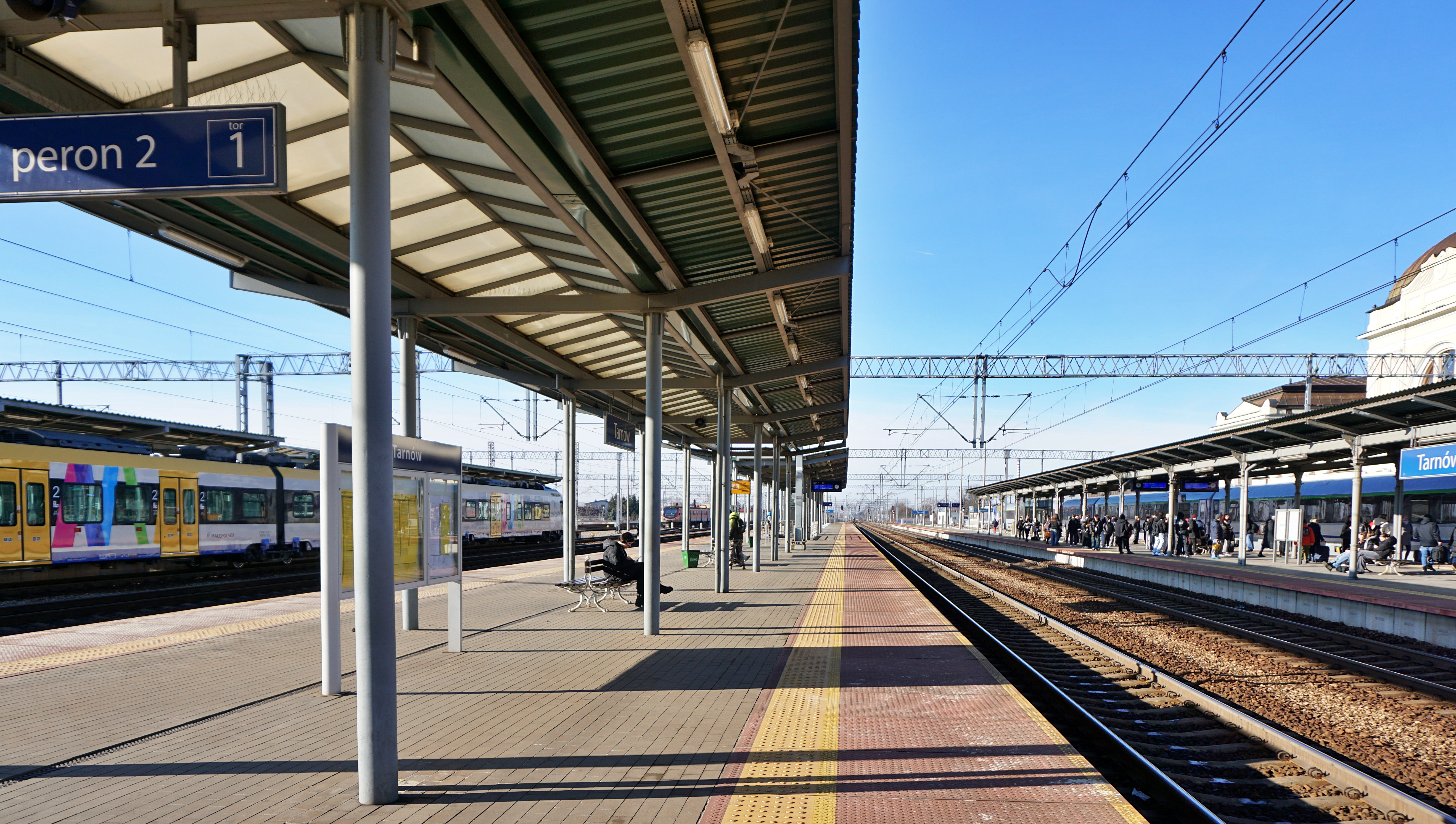
Платформа 2, направление Краков